# Łukasz Banak
Łukasz Banak (ur. 4 września 1983 w Międzyrzeczu) – polski zapaśnik startujący w kategorii do 120 kg w stylu klasycznym. Uczestnik igrzysk olimpijskich w Londynie (2012), gdzie zajął dziesiąte miejsce w kategorii 120 kg.

## Kariera
Reprezentuje klub WKS Śląsk Wrocław. Jego największe sukcesy to: brązowy medal igrzysk wojskowych w Hajdarabadzie (2007); złoto (2010), srebro (2006) i brąz (2013) Wojskowych Mistrzostw Świata w zapasach; 5. miejsce na Mistrzostwach Świata 2011, 9. miejsce na Mistrzostwach Świata 2010, 16. miejsce na Mistrzostwach Europy 2012.
Jest żołnierzem Wojska Polskiego w stopniu starszego szeregowego.